# 山県治郎

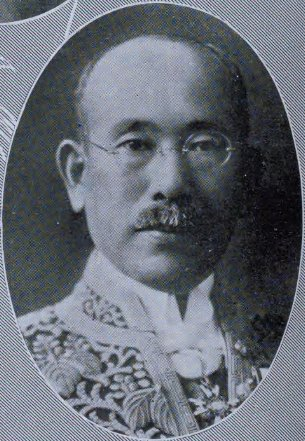
山県治郎

山県 治郎（やまがた じろう、1881年1月6日 - 1936年1月9日）は、日本の内務官僚。県知事。

## 経歴
山口県出身。庄屋・山県政吉の長男として生まれる。山口高等学校（旧旧山高）を経て、1907年月、東京帝国大学法科大学を卒業。同年11月、高等文官試験行政科試験に合格。内務省に入り警保局属となる。石川県事務官・警察部長、神奈川県事務官・警察部長、福岡県警察部長、兵庫県警察部長などを経て、1915年に内務監察官に就任。内務省参事官・大臣官房会計課長兼地理課長を経て、1922年、都市計画局長となる。
1922年10月、石川県知事に就任。広島県知事、兵庫県知事を歴任し休職。1929年7月、神奈川県知事として復帰。1930年11月の北伊豆地震の被災地の復興に尽力。神奈川県道片瀬大磯線の建設、県営水道事業などを推進した。1931年12月18日、犬養内閣の成立により知事を休職。1932年1月29日、依願免本官となり退官した。
1936年1月9日死去。享年55。

## 栄典
- 1930年（昭和5年）12月5日 - 帝都復興記念章[3]

## 伝記
- 山根真住編『山県治郎伝』山県治郎氏伝記編纂所、1940年。